# Iguanura diffusa
Iguanura diffusa är en enhjärtbladig växtart som beskrevs av Odoardo Beccari. Iguanura diffusa ingår i släktet Iguanura och familjen Arecaceae. Inga underarter finns listade i Catalogue of Life.